# Рукометна репрезентација Молдавије
Рукометна репрезентација Молдавије представља Молдавију у међународним такмичењима у рукомету. Налази се под контролом Рукометног савеза Молдавије. Под овим именом репрезентација наступа од 1992. године, а пре тога играчи из Молдавије учествовали су у саставу репрезентације Совјетског Савеза.

## Учешћа репрезентације на међународним такмичењима

### Олимпијске игре
Није учествовала

### Светска првенства
Није учествовала

### Европска првенства
Није учествовала